# Rolf Johansson (skådespelare)
För andra personer med namnet Rolf Johansson, se Rolf Johansson.
Rolf Johansson, född 20 december 1941 i Skellefteå, är en svensk skådespelare. Han är tvillingbror till Roland Johansson, med vilken han medverkade i filmen Ljuset från Lund (1955).

## Filmografi
- 1955 – Ljuset från Lund
- 1958 – Musik ombord
- 1959 – Det svänger på slottet
- 1973 – Jon Blå